# Günther Schwarberg
Günther Schwarberg (né le 14 octobre 1926 à Vegesack, mort le 3 décembre 2008 à Hambourg). C'est un journaliste et écrivain allemand, dont le livre Der SS-Arzt und die Kinder vom Bullenhuser Damm sur un crime de guerre à la fin de la Seconde Guerre mondiale eut un grand retentissement en Allemagne.

## Biographie
De sa maison natale aux opinions antifascistes, Günther Schwarberg tire son combat contre l'idéologie nazie. Il parle de la période de sa scolarité pendant le Troisième Reich comme « sans joie » ; il essaye de se soustraire à la participation à la Hitlerjugend. À 16 ans, il est légalement enrôlé comme assistant dans la Luftwaffe et il vit plus tard, sur un bateau de guerre, la capitulation de l'Allemagne qu'il ressent comme une libération.
À l'automne 1945, G. Schwarberg est engagé comme journaliste d'abord au Weser-Kurier à Brême, où il fournit des contributions pour différentes missions et travaille ensuite 25 ans pour le magazine Stern. Une série d'articles sur le crime de guerre nazi de Bullenhuser Damm constitue alors pour G. Schwarberg une mission vitale pour sa construction personnelle. À travers son intervention, il réussit une maîtrise du passé sur un cas concret d'une détention exemplaire. Son livre Der SS-Arzt und die Kinder vom Bullenhuser Damm (Ils ne voulaient voulaient pas mourir : Les enfants martyrs du Bullenhuser Damm) bénéficie d'une très large diffusion ; il reçoit pour cette œuvre la Médaille Anne Frank.

## Impact
L'enquête menée par G. Schwarberg sur l'assassinat des vingt enfants juifs va l'emmener beaucoup plus loin et dépasser le cadre d'un travail journalistique habituel. C'est sa persévérance sur ce devoir qui a permis que les noms de ces enfants ne tombent pas dans l'oubli. Aussi, avec les membres survivants de leurs familles dispersés dans le monde entier, G. Schwarberg a créé l' "Association des enfants de Bullenhuser Damm"; ils reviennent tous, le jour de l'An, au "Bullenhuser Damm" et sont les invités de la commémoration préparée à leur intention dans l'école primaire du quartier "Schnelsen-Burgwedel". La réalisation des sites commémoratifs du "Bullenhuser Damm", avec le jardin des roses voisin, reste étroitement associé à son nom.

## Publications
- Ils ne voulaient voulaient pas mourir : Les enfants martyrs du Bullenhuser Damm, Presses de la Renaissance 1981  (ISBN 2-85616-216-9)
- (de) Der SS-Arzt und die Kinder vom Bullenhuser Damm, Göttingen 1988  (ISBN 3-88243-095-8)
- (de) Angriffsziel Cap Arcona, Göttingen 1998  (ISBN 3-88243-590-9)
- (de) Der Juwelier von Majdanek,  (ISBN 3-88243-625-5)
- (de) Der letzte Tag von Oradour'', Göttingen 1992   (ISBN 3-88243-092-3)
- (de) Die Mörderwaschmaschine, Göttingen  (ISBN 3-88243-150-4)
- (de) Meine zwanzig Kinder, Göttingen 1996   (ISBN 3-88243-431-7)
- (de) Die letzte Fahrt der Exodus, Göttingen 1988   (ISBN 3-88243-097-4)
- (de) Das Ghetto (Bildband Warschauer Ghetto)
- (de) Es war einmal ein Zauberberg
- (de) Sommertage bei Bertolt Brecht
- (de) Dein ist mein ganzes Herz (Fritz Löhner-Beda)